# Megabajt
Megabajt (skrót MB) – jednostka używana w informatyce oznaczająca milion bajtów. Jednostka wykorzystywana do określania pojemności pamięci RAM, pendrive'ów, płyt CD itp.

## Różnice między MB a MiB
W informatyce przedrostek mega zwykle oznacza liczbę 1.048.576 i jest wynikiem działania 1024 × 1024 = 220, w odróżnieniu od układu SI, gdzie 1000 × 1000 = 106 = 1.000.000. W celu uniknięcia nieścisłości znaczeniowych zalecane jest używanie przedrostka dwójkowego mebi (mebibajt, skrót MiB), który zgodnie z propozycją IEC oznacza 1024 × 1024. W praktyce jednak utarła się niejednoznaczna nazwa, a brak stosowania formalnego nazewnictwa często powoduje nieporozumienia przy interpretacji pojemności pamięci.
```
1
 
MiB
 = 1024
 
KiB
 = 1024 · 1024
 
B
 = 1
 
048
 
576
 
B
1
 
MB
 
 = 1000
 
kB
 
 = 1000 · 1000
 
B
 = 1
 
000
 
000
 
B
```